# Москалівка (Харків)
Москалівка  — район Харкова. Розташований у Новобаварському районі. З заходу Москалівка оточена річкою Лопань, зі сходу — Москалівською та Гольдбергівською вулицями.

## Походження назви
Назва району походить від його мешканців, що оселилися тут у XVIII сторіччі.

## Цікаві факти
- На Москалівці жив Володимир Свідзінський
- Також тут жив Марк Бернес
- На Москалівці минуло дитинство і юність відомої в Японії поетеси Владислави Сімонової
- Також тут є будинок відомої співачки Клавдії Шульженко, на якому нині можна побачити меморіальну дошку